# Cedar Bluff (Virgínia)
Cedar Bluff é uma cidade  localizada no estado norte-americano de Virginia, no Condado de Tazewell.

## Demografia
Segundo o censo norte-americano de 2000, a sua população era de 1085 habitantes.
Em 2006, foi estimada uma população de 1066, um decréscimo de 19 (-1.8%).

## Geografia
De acordo com o United States Census Bureau tem uma área de
5,9 km², dos quais 5,9 km² cobertos por terra e 0,0 km² cobertos por água.

## Localidades na vizinhança
O diagrama seguinte representa as localidades num raio de 24 km ao redor de Cedar Bluff.